# Шишацька сільська рада
Шишацька сільська рада — колишній орган місцевого самоврядування у Хорольському районі Полтавської області з центром у c. Шишаки.
Населення — 1266 осіб.

## Населені пункти
Сільраді були підпорядковані населені пункти:
- c. Шишаки
- с. Павлівка
- с. Падусі
- с. Рибченки